# Żajrang
Żajrang (kaz. Жәйрем = Jäyrem, ros. Жайрем = Żajrem) – osiedle typu miejskiego we wschodnim Kazachstanie, w obwodzie karagandyjskim. Liczy 11 100 mieszkańców (2006). Ośrodek przemysłu spożywczego.